# 7902 Hanff
7902 Hanff eller 1996 HT17 är en asteroid i huvudbältet som upptäcktes den 18 april 1996 av den belgiske astronomen Eric W. Elst vid La Silla-observatoriet. Den är uppkallad efter den tyske organisten och kompositören, Johann Nikolaus Hanff.
Asteroiden har en diameter på ungefär 7 kilometer och den tillhör asteroidgruppen Koronis.